# کسی که دوستش داشتی
کسی که دوستش داشتی (انگلیسی: Someone You Loved) نام تک آهنگی از خواننده و ترانه سرای اسکاتلندی لوئیس کاپالدی است که در ۸ نوامبر ۲۰۱۸ توسط ورتیگو رکوردز و گروه موسیقی یونیورسال منتشر شد. این تک آهنگ رتبه یک در جدول تک‌آهنگ‌های بریتانیا را بدست آورد.